# 유수풀
 유수풀 이란 어떤 한 방향으로 물이 흐르게 만든 풀이다. 주로 중형이나 대형 워터파크에 설치되어있다.

## 특징
유수풀은 한 방향으로만 물을 흘릴 수 있기 때문에 어떤 한 코스를 계속 순환하게 만들었으며, 간혹 두 갈래 이상으로 나뉘는 경우도 있다. 또한 출입구를 많이 세우면 워터파크내 어떤 곳을 쉽게 가게 만들어주는 일종의 고속도로처럼 쓸 수도 있다. 예로 캐리비안베이는 포트리스와 아쿠아틱 센터에 있는 유수풀로 씨 웨이브, 베이슬라이드, 와일드 리버, 포트리스의 경계구역 부근과 아쿠아틱센터를 연결해준다. 그리고 캐리비안베이의 실내 유수풀 구간은 실외 유수풀 구간에서 갈라져 나온 것이며 별도로 실외 구간이 있다.